# گنج‌تپه (شهرستان ساوجبلاغ)
این محوطه باستانی شامل دو تپه به نام‌های گنج‌تپه (۲۰متر ارتفاع) و سیاه تپه (۷ متر ارتفاع) در مو قعیت روستای خوروین از توابع شهرستان ساوجبلاغ، بخش کوهسار واقع گردیده‌است. این محوطه باستانی به شماره۱۰۸۲۷ در فهرست آثار ملی قرار دارد.

## کاوشها
این محوطه باستانی در خرداد ۱۳۲۸ شمسی توسط علی حاکمی و محمود راد برای اولین بار مورد تحقیق قرار گرفت و در سال ۱۳۳۳ شمسی نیز بار دیگر توسط واندنبرگ بلژیکی مورد ارزیابی قرار گرفته‌است؛ که حاصل تحقیقات فوق کشف گورستانهای قدیمی و کشف سفالینه‌های زیبا از ظروف و شکل حیوانات و پرندگان و اشیائی از جنس آهن و برنج که نشانگر ارتباط این مردمان با ساکنین خزر است را شامل می‌شد.
- در گزارش‌های رومن گیرشمن آمده‌است که در خوروین آهن بیشتر مورد استفاده بوده و غالباً منحصر به زینت آلات بوده‌است. ظروف به شکل سر قوچ و لوله‌های طویل سفالی در مراسم تدفین کاربرد داشته‌است.[۱]

## اسلحه‌های مکشوفه خوروین
از جمله آثار مکشوفه فلزی و اسلحه سرد از این محوطه باستانی عبارتند از:
1. خنجر بزرگ با تیغه مزین به رگه رگه و دسته منقوش به دکمه مشبک
2. خنجر بزرگ با تیغه راه راه و دسته مجوف استخوانی
3. خنجر بزرگ با تیغه مثلثی مزین به یک شیار در وسط و نقش صلیب برجسته
4. خنجر با تیغه‌های راه راه مثلثی شکل با سر کج
5. سر نیزه
6. سر پیکان‌ها در انواع مختلف (قابل قیاس با سیلک کاشان)
7. اسلحه‌های متنوع که با محوطه‌های باستانی لرستان قابل مقایسه‌است.

## محرابه مهر خوروین
این محوطه باستانی از جمله آثار باستانی مجموعه گنج تپه خوروین است که متأسفانه در اثر عدم رسیدگی و حفاری‌های غیرمجاز در دست تخریب است.